# Solea turbynei
A Solea turbynei a csontos halak (Osteichthyes) főosztályának a sugarasúszójú halak (Actinopterygii) osztályába, ezen belül a lepényhalalakúak (Pleuronectiformes) rendjébe és a nyelvhalfélék (Soleidae) családjába tartozó faj.

## Előfordulása
A Solea turbynei elterjedési területe az Indiai-óceán nyugati része, Tanzánia vízeitől a dél-afrikai köztársasági Fokvárosig.

## Megjelenése
Ez a halfaj legfeljebb 11,8 centiméter hosszú. A hátúszó és a hasúszó, a faroknál összeér.

## Életmódja
A Solea turbynei szubtrópusi, tengeri, fenéklakó halfaj.